# Aboubakar ben Omar
Aboubakar ben Omar (arabe : أبو بكر بن عمر), né en 1705 et mort en 1771, est sultan de Mayotte de 1720 à 1727.

## Biographie
Aboubakar ben Omar accède au trône en 1720 après avoir renversé sa nièce, la sultane Mwanao,.
Opposé durant son règne au puissant sultan Salim Ier d'Anjouan, Aboubakar ben Omar peine à résister aux visées expansionnistes de son rival. Dans le même temps, il néglige le prince héritier, son neveu Salimou ben Mwé Fani, qui se rapproche d'Anjouan. Il est finalement renversé et remplacé par ce dernier, avec le soutien de Salim Ier, en 1727,.